# 聖誕晚餐

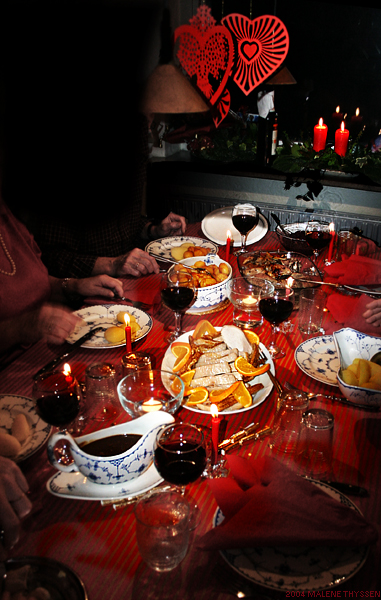
丹麥的傳統聖誕晚餐餐點

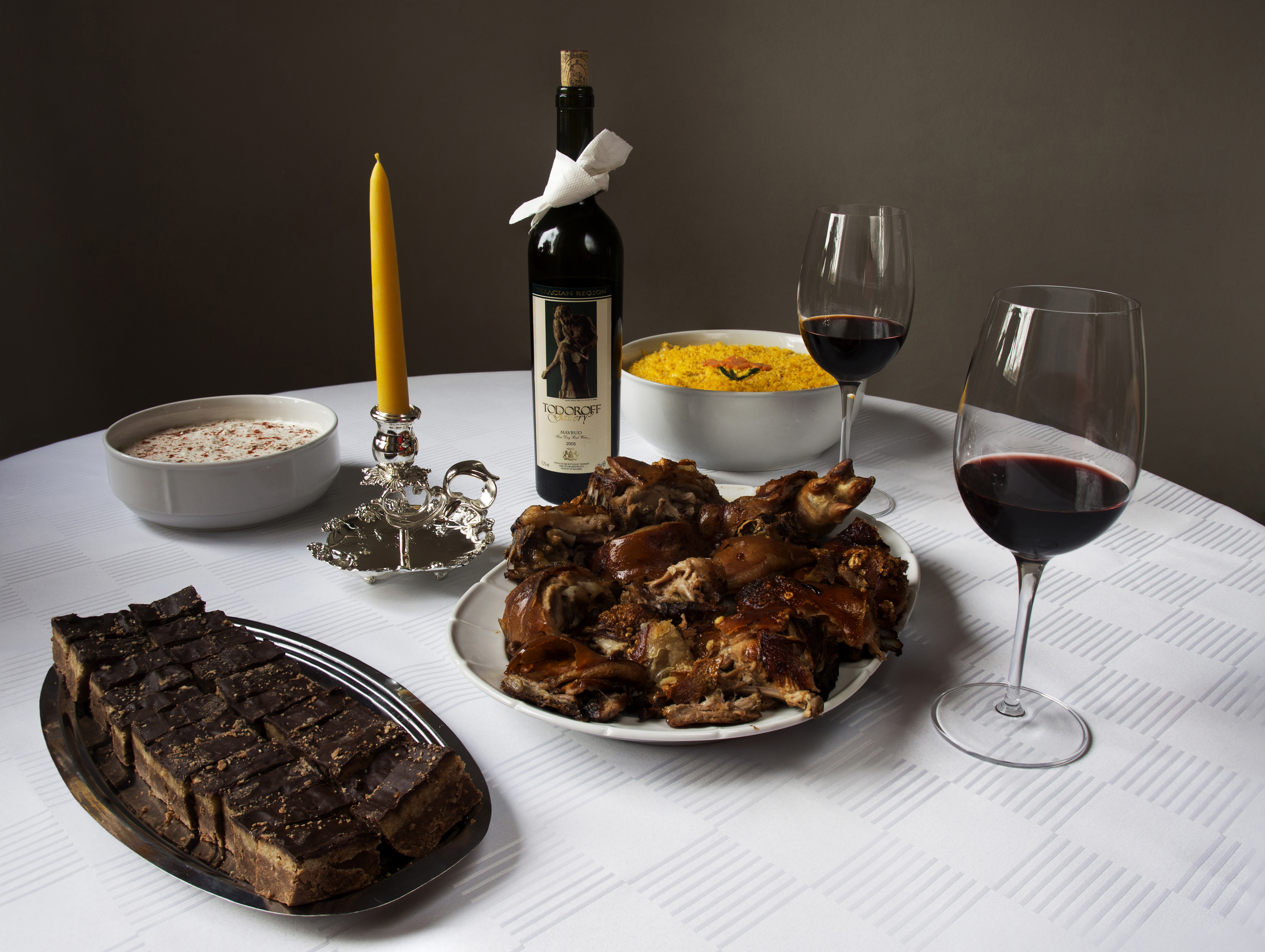
典型的塞爾維亞聖誕晚餐餐點

聖誕晚餐，也稱聖誕大餐、耶誕晚餐、耶誕大餐，是聖誕節傳統性的首要餐點。它通常被視為當天的主要活動，讓全家人團聚一堂共享美食。從許多方面來說，聖誕晚餐與一般週末晚餐相似，不過食物品質更加精美，而且包含了一些非同平日菜色的額外項目，例如培根包香腸（又名肉腸捲餅）和多種類的馬鈴薯（通常烘烤並搗碎或薯茸）等。聖誕節晚餐最著名的特色是火雞，不只可供食用，也可作為餐桌中央的應景點綴。
在食物以外的方面，聖誕晚餐還有一些與假日晚餐區隔之處，譬如使用優質餐具，以及擺飾聖誕節脆餅和啜飲白葡萄酒。

## 各地的晚餐
世界各地的聖誕晚餐可能會大相逕庭，從該處現存的傳統形式可以看出當地流傳的節慶文化。火雞可說幾乎是此類餐點的全體共通特徵。

### 
由於聖誕節落於南半球的高溫夏季，肉類比如火腿、火雞和雞肉通常都是冷盤。諸如牛排或雞胸肉、雞腿和雞翅，以及常見的對蝦類（小蝦、淡水龙虾），都被切塊作為燒烤菜色。當季水果包括了芒果與櫻桃。

### 奥地利
奧地利與德國，兩者基於文化上與歷史上的聯繫，聖誕佳餚風格也非常相似。炸鯉魚和巧克力蛋糕皆奧地利聖誕節時期的常見餐點。

### 加拿大
在加拿大的聖誕晚餐，與它的殖民祖先英格蘭以及鄰居美國，有許多相近之處。傳統的聖誕節晚餐特色有填餡火雞（調味）、馬鈴薯泥、肉湯濃汁、蔓越橘醬、蔬菜及作為甜點的葡萄乾布丁。蛋酒，是一種牛奶為底混合蛋汁、砂糖等的飲料，通常會加以酒類調配，在節慶時分也很受歡迎。其它的聖誕節餐點包括奶油塔和奶油酥餅，依傳統都會在節日前烤好，用於招待各種聖誕節與新年派對時造訪的朋友，以及聖誕節當天。
其他種族群落可能也會繼續沿用舊世界的傳統習俗。舉例而言，一個烏克蘭籍貫的加拿大家庭吃的傳統聖誕晚餐是十二道素食菜餚，或簡單地將煎餃加進西化的餐點。

### 丹麦
在丹麥，傳統的聖誕節餐點在平安夜置辦，內容為烤豬、烤鵝或烤鴨三者擇一。其伴以馬鈴薯、紫色包心菜與大量的濃湯肉汁。其後的甜點為米糕布丁，通常會把一顆杏仁藏在裡面，幸運發現的人可獲頒杏仁禮盒之類的禮物。傳統的聖誕節飲品是格羅格甜酒和特別為當季釀造的傳統聖誕啤酒，這些酒類的酒精濃度通常都偏低。

### 東歐
在前波蘭立陶宛聯邦（即波蘭、烏克蘭、立陶宛）區域，會精心置辦一種儀式用的十二道素食佳餚。這是因為從聖誕節前一季開始，到聖誕節當天為止都是齋戒期。其為斯拉夫文化的典型象徵，為敬崇的已故宗族祖靈付出辛勤勞力，包括設置靈堂及準備食物祭拜之。在捷克共和國的傳統聖誕晚餐是炸鯉魚跟馬鈴薯沙拉。這項傳統是在巴洛克時代過度增加養殖魚塘之後開始的。很多家庭也為聖誕節訪客們準備了大量各式各樣的特製聖誕節餅乾。這些都需要在節慶前花費多天乃至多周來準備。

### 法國
在法國，通常是鵝/鴨肝醬配無花果醬，生蠔，煙熏三文魚等冷盤，以烤雞為主的肉類作為主菜，後以聖誕蛋糕作為甜點。聖誕節前一個週日大部分超市會週日開門以方便採購。

### 德国
在德國，一般的佳餚是烤鵝肉、通心粉沙拉、杏仁糖、麥片粥（德文名為reisbrei）、薑餅（德文名為lebkuchen）、聖嬰水果甜麵包（有好幾種麵包款式，包含Christstollen、Dresden stollen（德文）等）、小乳豬、德式白香腸。

### 墨西哥
在墨西哥，聖誕節晚餐更加著重在有機方面，體現在水果與蔬菜上。一般餐點都是形形色色的水果（柳橙、萊姆、熱帶水果），沙拉（由幾種原料包括豆薯、甜菜、香蕉及花生組成）。

### 英国
英國的聖誕晚餐通常包括白蘭地奶油醬、麵包醬、聖誕節布丁（或葡萄乾布丁）、蔓越橘醬、烤火雞、烘焙蔬菜、填餡類（或是在北美更加通俗廣知的調味類）食物。
起初，在中世紀的英格蘭，主餐是孔雀或野豬擇一，野豬通常是首選。在法國耶穌會進口火雞至大不列顛後，火雞在十八世紀開始成為了主餐。
在英國一項普遍的傳統是使用火雞的三叉骨來許願。通常的做法是兩人一對，各執許願骨的一端拉開，斷裂後掰到較大部分的人便可許一個願望。

### 美国
在美國舉行的許多聖誕節習俗都是傳自英國，而影響一般習俗的還有同為主要種族群落之一的德國。比如，英式的餐桌主食與美國有許多相同之處，蔓越橘醬、火雞、填餡類食物、南瓜派和豌豆都非常普遍。玉米也是很受喜愛的佳節食物，也被用於感恩節期間慶祝1620 年，早期新教徒在麻薩諸塞州的普利茅斯登陸。
火腿時常被作為火雞的交替性取代物或是搭配物。填餡類食物可能會包含栗子、牡蠣、水果或基本的香草麵包。甜點經常反映了參加者的種族背景，而經常包括了南瓜派、水果蛋糕、或甜餡派。地域性的食物依地理變換而各有不同，南方有粗碾玉蜀黍和威士忌酒蛋糕，夏威夷有照燒火雞，維吉尼亞州有牡蠣跟火腿餡餅，上游的中西部佳餚包括富有北歐斯堪地納維亞背景特色的食物，譬如乾鱈魚和搗碎的蕪菁甘藍或蕪菁等等。在西南方，特別是新墨西哥，一頓傳統的聖誕晚餐可能會包含墨西哥式豬肉香蒜濃湯、墨西哥碎肉玉米餅、西班牙式半圓餡餅（混合式肉餡的半圓形捲餅）和大茴香餅乾。美國另一項伴隨節慶餐點的傳統則是感恩祈禱。

### 香港
香港曾由英國統治並融入西方文化，聖誕節因此在香港是甚受重視的節日，而「聖誕大餐」常被香港市民作為一種與親人和朋友聚會及聯誼的活動。香港有不少家庭喜歡在家自行製作聖誕大餐，也有很多家庭會選用快餐店或餐廳提供的到會服務，由食品供應商把烹調好的食物和飲料直接送到家中。此外，也有不少家庭會選擇到酒店或餐廳享用聖誕大餐。香港酒店或餐廳供應的聖誕大餐，通常分為套餐或自助餐兩種模式，前者會有侍應生把食物及飲品逐一送上，後者則由客人自行選取想吃的食物。香港酒店提供的聖誕大餐，主菜一般包括烤火雞及火腿，還有沙律、餐湯及魚柳等菜式，並提供具有聖誕特色的甜品。
在昔日的香港已有餐廳供應聖誕大餐，根據舊報紙的餐飲廣告及舊菜單資料記載，英資百貨公司連卡佛的餐廳在1930年代推出包括火雞、魚柳及烤羊鞍等14道菜式的聖誕套餐，每位收費港幣一元三毫五仙，聖誕布甸則要另收每個兩元，而當時非技術工人的月薪為15至50港元，這個聖誕套餐已算是很昂貴。到1940年代，香港越來越多餐廳在報紙以中文刊登聖誕大餐廣告。1955年銀宮餐廳刊登了聖誕大餐廣告，菜單包括火雞、火腿、鴨肉、吉列石班及焗意粉等多道菜式，還有譯音「什菓咯嗲」即是（Cocktail）的雜果雞尾酒，收費為每位港幣五元，而當時香港一般受僱人士的月薪還不足一百港元。到1958年凱施大飯店刊登的俄式聖誕大餐廣告收費為每位九元，美麗華大酒店在1963年的平安夜聖誕大餐收費更達每位35港元，而同時期在粥店買一條油炸鬼只需港幣一毫子，沙田畫舫亦曾於1971年刊登一席收費220港元共12位用的燒乳鴿聖誕大餐廣告。2010年香港某酒店的聖誕自助餐餐價每位達到1000港元 。現在除了套餐形式的聖誕大餐外，亦流行自助餐方式的聖誕大餐。